# Heydenia
Heydenia is een geslacht van vliesvleugeligen uit de familie Pteromalidae. De wetenschappelijke naam van dit geslacht is voor het eerst geldig gepubliceerd in 1856 door Förster.

## Soorten
Het geslacht Heydenia omvat de volgende soorten:
- Heydenia angularicoxa Yang, 1996
- Heydenia burgeoni (Risbec, 1955)
- Heydenia coomoni Xiao & Huang, 2002
- Heydenia cristatipennis (Girault, 1924)
- Heydenia gibsoni Sureshan, 2009
- Heydenia indica Narendran, 2001
- Heydenia longicollis (Cameron, 1912)
- Heydenia madagascariensis (Hedqvist, 1961)
- Heydenia mateui (Hedqvist, 1967)
- Heydenia natalensis (Westwood, 1874)
- Heydenia ornata (Risbec, 1952)
- Heydenia pretiosa Förster, 1856
- Heydenia scolyti Yang, 1996
- Heydenia seyrigi (Risbec, 1952)
- Heydenia testacea Yang, 1996
- Heydenia trinodis Boucek, 1988
- Heydenia tuberculata Sureshan, 2000
- Heydenia unica Cook & Davis, 1891